# 周学熙旧居
周学熙旧居为周学熙于1915年至1947年的住所，位于天津市和平区澳门路3、5号，原令建有周府花园与澳门路1号和7号都已不存，现只保存了3号和5号的建筑，为一般保护等级历史风貌建筑。该建筑据曹禺本人称为其戏剧雷雨当中“周公馆”的原型。

## 历史
周学熙于1912年至1921年以“华兴堂周”的名义在天津英租界小河道（Creek Road）（今南京路）和西德尼道（Sydney Road）（今澳门路）交口处先后购买三块土地约12市亩，修建成三组住宅，1924年周学熙辞去所有职务隐居在此处，此后周学熙在此建筑中居住了三十多年，直至1947年搬至北平屯绢胡同。
1976年天津受唐山大地震波及，房屋倒塌无数，但周学熙旧居基本上保持建筑原貌。

## 建筑风格
澳门路3、5号两幢建筑为三层砖木结构、中西结合式楼房，建有地下室，并跨二层后楼。整栋建筑为机砖清水墙，局部为砂石罩面，其东、西、南三面在窗口下嵌有花卉、马等花纹的水泥石刻。建筑临澳门路一侧的二楼有长9米的外跨阳台，内有拱形木质推拉门、木质楼梯。
澳门路7号建有一座二层西洋古典风格楼房，由周学熙本人居住，现已无存。建筑平面为四面四角凸出，南侧正门二楼有梯形平台凸出楼前，下有四根四根罗马柱。整体平面设计形成“龟”的形状，寓意“福寿延年”和“吉祥如意”。
澳门路7号东侧建有一座私家花园，人称周家花园或周府花园，现已无存。内有雕花外廊、山石景观、花坛、花架、绿地及各种果树，以攀缘植物点缀。